# Niclas Barud
Niclas Barud (* 22. März 1988 in Kungsbacka) ist ein schwedischer ehemaliger Handballspieler.
Der 1,96 m große und 105 kg schwere Kreisläufer begann beim schwedischen Verein HK Aranäs mit dem Handballspiel. 2004 wechselte der Rechtshänder zu IK Sävehof, mit dem er 2010, 2011 und 2012 die Elitserien gewann. Mit Sävehof nahm er auch am EHF-Pokal 2006/07, 2007/08, 2008/09 und 2009/10 sowie an der EHF Champions League 2010/11 und 2011/12 teil. Ab 2012 lief Barud für den dänischen Klub Aalborg Håndbold auf, mit dem er 2013 die Meisterschaft holte. In der EHF Champions League 2013/14 qualifizierte er sich für das Achtelfinale. Im Sommer 2015 wechselte er zum deutschen Bundesligisten Frisch Auf Göppingen. Mit Göppingen gewann er 2016 und 2017 den EHF-Pokal. Ab der Saison 2017/18 stand er beim schwedischen Erstligisten Alingsås HK unter Vertrag, wo er 2022 seine Karriere beendete.
Mit der schwedischen Junioren-Auswahl gewann Niclas Barud jeweils Bronze bei der U-18-Europameisterschaft 2006 und der U-19-Weltmeisterschaft 2007. Mit der Schwedischen A-Nationalmannschaft nahm Barud an der Europameisterschaft 2012 teil und wurde Zwölfter. Er stand im erweiterten Aufgebot für die Europameisterschaft 2014, wurde aber nicht für den endgültigen Kader berücksichtigt. Bisher bestritt er 46 Länderspiele, in denen er 20 Tore erzielte.

## Sonstiges
Barud ist dreifacher Vater.